# Irma Hünerfauth
 (juin 2020).
Si vous disposez d'ouvrages ou d'articles de référence ou si vous connaissez des sites web de qualité traitant du thème abordé ici, merci de compléter l'article en donnant les références utiles à sa vérifiabilité et en les liant à la section « Notes et références ».
Irma Hünerfauth, également connue sous le nom de IRMAnipulations, née le 31 décembre 1907 à Donaueschingen et morte le 11 décembre 1998, est une peintre, graveuse, sculptrice et artiste d'objets allemande qui transforme les déchets de ferraille en sculptures, machines et objets d'art cinétique, se moquant de la société de consommation.
Elle se rebelle contre l'académisme et suit les tendances radicales de l'art contemporain dans l'Allemagne de l'après-guerre. Son travail la relie aux artistes de la modernité d'après-guerre (expressionnisme abstrait, Fluxus, informalisme, tachisme) ainsi qu'aux artistes du Nouveau réalisme, comme Niki de Saint Phalle, Jean Tinguely, Arman ou Daniel Spoerri.

## Biographie
Irma Hünerfauth est née le 31 décembre 1907 à Donaueschingen, elle est la fille d'un directeur de brasserie. En 1914, sa famille déménage à Munich. En 1917, à l'âge de neuf ans et sans en informer ses parents, elle se fait accepter dans un cours de dessin destiné aux adultes. De 1929 à 1931, elle fréquente la Blocherer-Schule für Gestaltung, puis, de 1931 à 1932, la Kunstgewerbeschule de Munich où elle est une étudiante de Helmuth Ehmckenich.
En 1933, elle épouse l'avocat Wilhelm Schäfer, avec qui elle a un fils. De 1935 à 1937, elle étudie la peinture à l'Académie des beaux-arts de Munich auprès du professeur Jank et du professeur Hess. En 1938, elle divorce et retourne près de Munich, dans la Dachauer Moos. L'année suivante, en 1939, elle épouse Jost Höpker, mais ils divorcent peu après.
Irma Hünerfauth retourne vivre avec ses parents, en 1940, à Grosshesselohe près de Munich. En 1942, elle est évacuée à Chiemsee et, plus tard, dans la région de Landshut. Après la guerre, en 1945, la famille retourne à Grosshesselohe, où elle construit un atelier. Le 20 novembre 1948, elle épouse son troisième mari, Franz Führer, également connu sous son nom d'artiste, Führer-Wolkenstein. Ils resteront mariés pendant 28 ans. Franz Führer travaille comme directeur de construction pour les services publics de Munich. En tant qu'artiste, il travaille en étroite collaboration avec son épouse Irma et l'assiste dans les travaux électrotechniques pour ses projets d'art multimédia. Après sa retraite, il crée des objets d'art cinétique, des machines dites de recyclage.
En 1954, Irma Hünerfauth bénéficie d'un cours privé avec Conrad Westpfahl, un artiste important de l'art informel, qui l'amène à la peinture abstraite. En 1958, elle suit des cours de gravure et de lithographie.
Elle obtient en 1959 le Prix de l'Union des femmes peintres et sculpteurs à Paris pour sa peinture intitulée Düsternis (Obscurité). Cette récompense fait polémique, deux femmes artistes (Lentz et Strauss) manifestent leur désapprobation et l'une d'elles déchire la toile avec un couteau et Irma Hünerfauth devra la faire restaurer.
Le critique d'art Franz Roh et son épouse Juliane Bartsch sont les premiers partisans et mécènes du travail d'Irma Hünerfauth. Ils l'encouragent et le citent de façon élogieuse dans leurs critiques d'art. À la mort de Franz Roh, Irma Hünerfauth, très affectée, imprime une série de dix lithographies à sa mémoire.
En 1962, elle suit un cours de soudure et commence à sculpter de la ferraille.
En 1964, elle reçoit un prix au Herbstsalon de Munich (salon d'automne). L'année suivante, elle fonde le Groupe K à Munich avec les artistes Walter Raum (1923-2009), Dieter Stöver (1924-1988) et Hans Joachim Strauch.
Elle reçoit la médaille de bronze de la ville de Paris en 1966.
En 1968-69, Irma Hünerfauth se détourne de la peinture. Elle crée ses premiers projets d'expositions avec les artistes du Gruppe K, appelés le collage opto-acoustique pour piano et haut-parleurs. Avec son mari, elle crée des objets vibrants à partir de 1971. En 1972, elle crée ses premières sprechende Kästen (boîtes parlantes) sur les thèmes de la solitude, du premier amour et de la guerre.
Tous ces objets ont nécessité une attention technique détaillée. Führer-Wolkenstein est son partenaire pour ces projets. Il est prudent, réfléchi et intense alors qu'elle est spontanée avec une volonté intensive et une forte impulsion pour ses décisions, ils se complètent bien. Führer-Wolkenstein décède le 25 novembre 1976. Irma Hünerfauth lui construit un monument funéraire en ferraille au cimetière de Pullach, dans le district de Munich.
Elle commence alors à se spécialiser dans les « livres de prière d'artiste » ou Artist's Prayer Books comme elle les appelle. Elle utilise de la ferraille micro-électronique, déchets de matériel informatique, conducteurs électriques qu'elle assemble de manière fine et précise .
L'utilisation de ces matériaux ainsi que la construction des «boîtes parlantes» sont uniques et la distinguent des autres artistes-objets de l'époque.
En 1990, elle reçoit le Schwabinger Kunstpreis à Munich.
Elle meurt le 12 novembre 1998 à Kreuth (Tegernsee).
Elle rapporte des épisodes et des anecdotes de sa vie sur le site web qui lui est consacré.
Ses œuvres ont été présentées dans plus de 90 expositions à travers le monde et achetées par des musées renommés à Munich, Kaiserslautern et Washington.

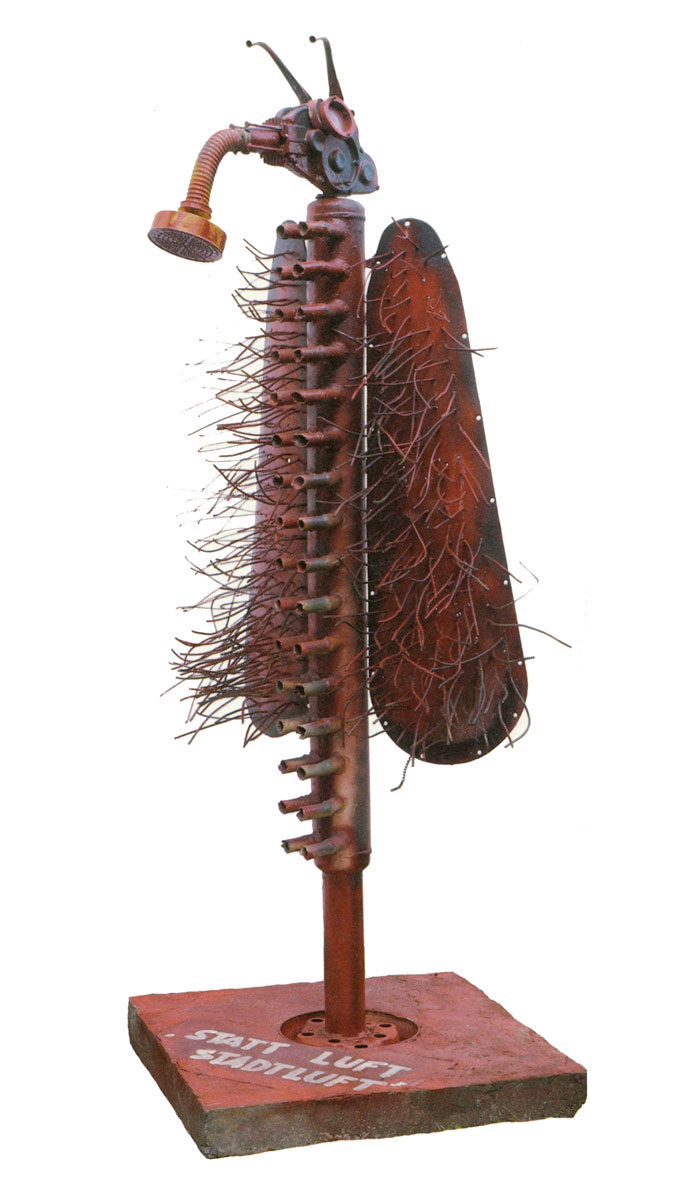
Au lieu de l'air - atmosphère de grande ville smog, 1971. Sculpture de ferraille Occam-Mensch
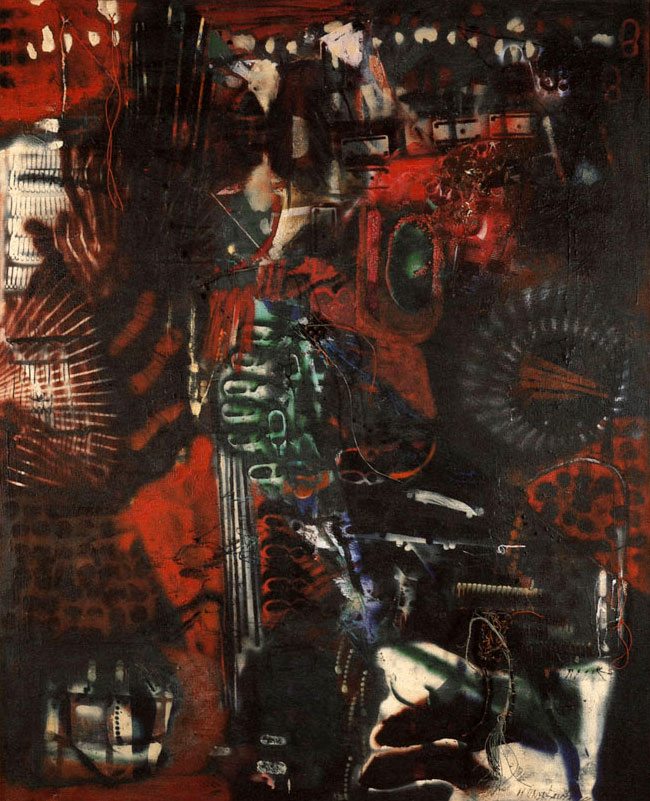
Die rote Schmach, 1966. Peinture et collage métallique.
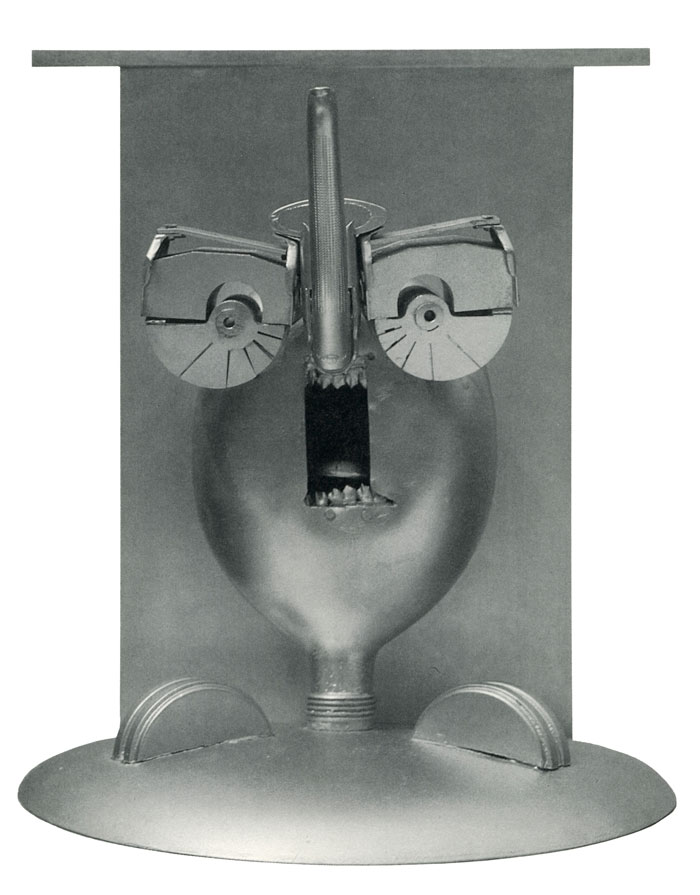
Ma (h) nuel, 1977/1989. Objet, matériel de récupération.
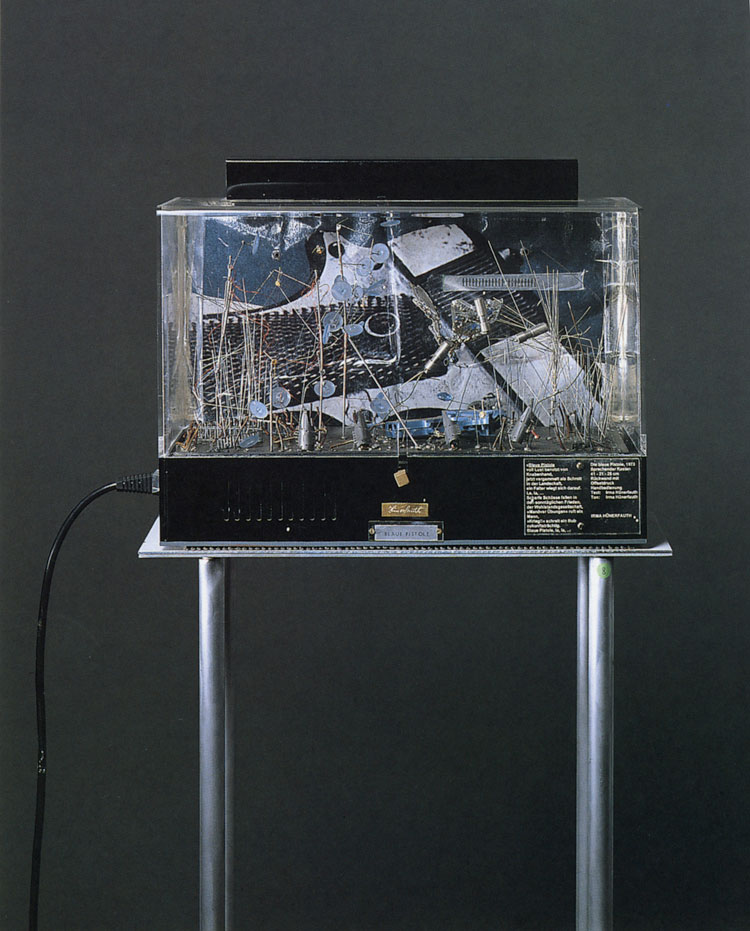
Blaue Pistole, 1973. Boîte parlante.
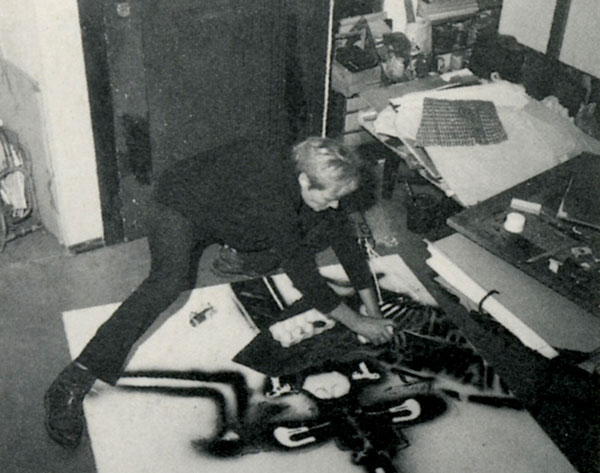
L'artiste au travail sur le tableau Der Mongole geht über die Straße, 1974.
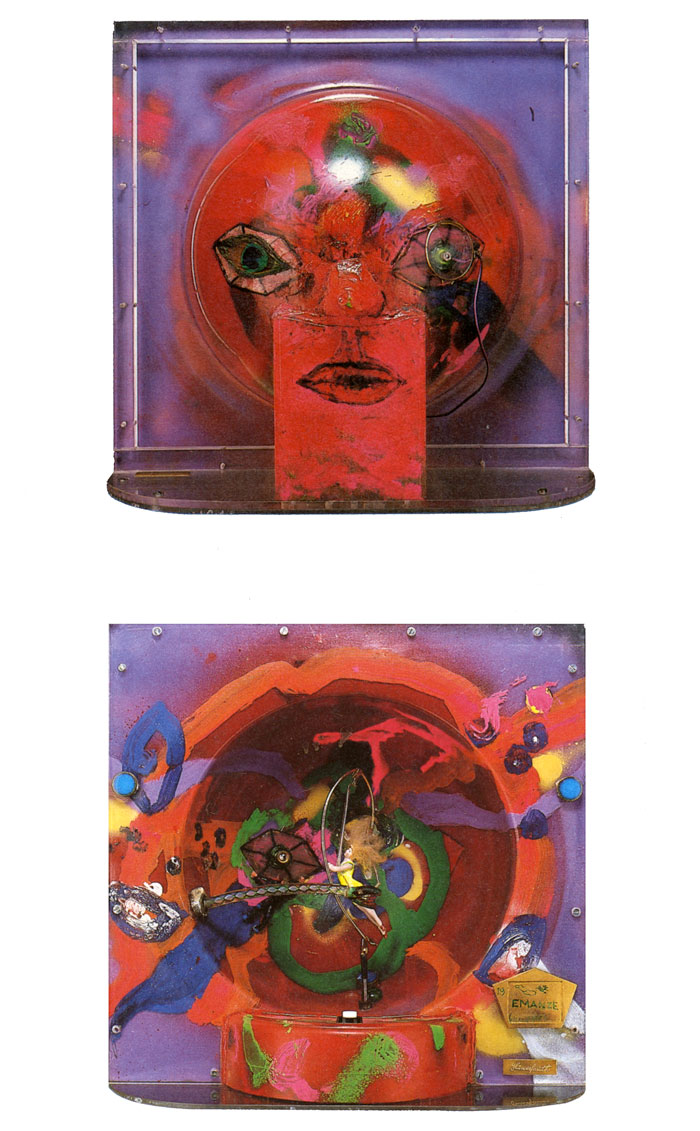
Emanze, 1990. Objet parlant, Plexiglas peint.

## Œuvre
Irma Hünerfauth signe toujours son travail avec le terme IRMAnipulations, un mot inventé lors d'une exposition au Goethe-Institut à Londres en 1983 et conservé par l'artiste comme une sorte de marque.

### Peinture

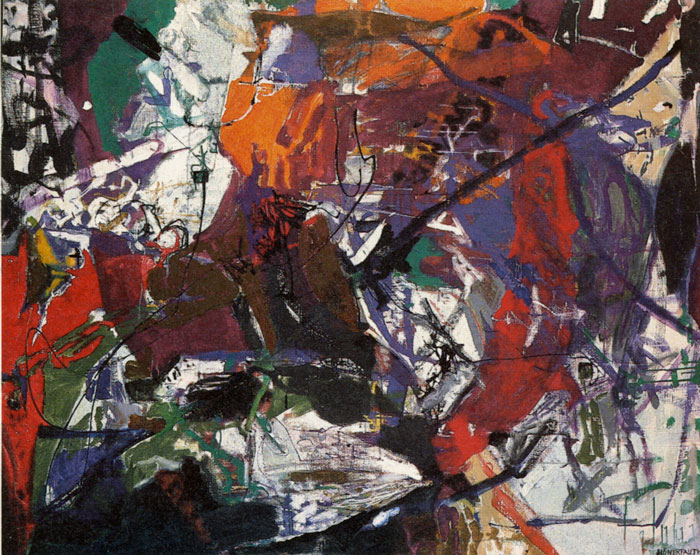
Sans titre, 1964. Peinture

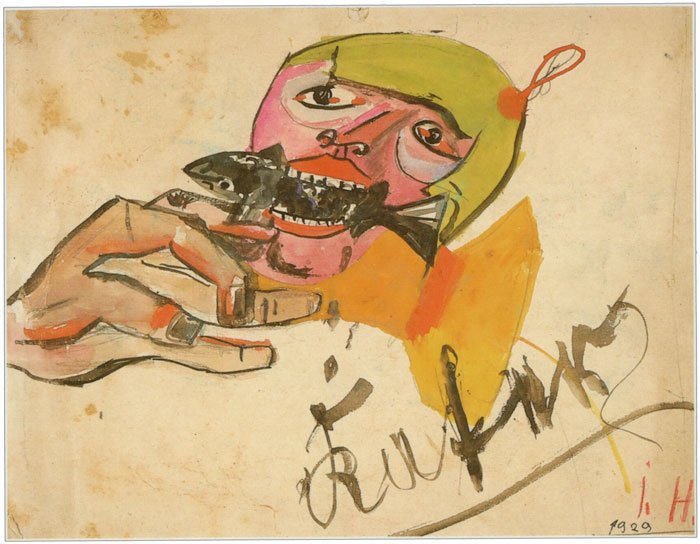
Chat, 1929. Aquarelle

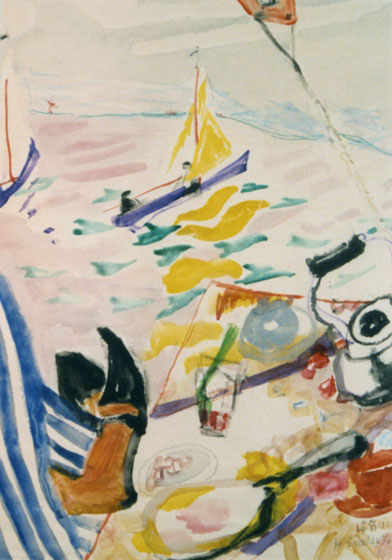
À la plage, 1957. Aquarelle

Irma Hünerfauth commence sa carrière artistique comme peintre figuratif. Elle a reçu une solide formation académique à l'Académie des Beaux Arts de Munich, avec les professeurs Jank et Hess. Elle peint d'abord des paysages (par exemple Isartalbahnhof, 1938) et des portraits, principalement des personnes de sa famille (Familie Hünerfauth, 1946). Si elle avait persisté dans cette voie, elle serait sans doute devenue une peintre respectable de l'après-guerre de style impressionnisme. Cependant ses tableaux ont déjà un style qui lui est propre. Ils présentent des perspectives audacieuses et inattendues et une coloration inhabituelle. Franz Roh dit que son style ne se situe ni dans un tachisme pittoresque ni dans un constructivisme graphiquement linéaire, mais qu'il doit être compris entre les deux. Des éléments expressionnistes y figurent parfois, par exemple les formes de paysage bouleversés dans la peinture Pupplinger Au (1950) ou Mutter und Sohn (1952).
À partir de 1954, sous l'influence de Conrad Westpfahl, elle commence à peindre de manière abstraite. Une de ses dernières toiles, Winter in Gries (1958), renonce totalement à la perspective et stylise les bâtiments pour en faire des surfaces abstraites. Elle veut dorénavant supprimer tous les éléments décoratifs. Sa peinture peut alors être qualifiée de radicale. Des émotions fortes s'y expriment de manière abstraite, avec un mélange chaotique de coups de pinceau et une frénésie excessive de couleurs, vigoureuse. Certains tableaux, souvent de grande taille doivent beaucoup à l'Expressionnisme abstrait et aux pionniers de l'Action painting, tels que Jackson Pollock, Joan Mitchell, Grace Hartigan et Helen Frankenthaler. Son travail est tantôt ludique, comme dans le tableau 16.1.1963 (1963), tantôt expérimental comme dans le tableau Die rote Schmach (1966), dans lequel elle fixe des fils métalliques à travers la toile comme un collage. Sa peinture abstraite unit l'expressivité émotionnelle à la rigueur graphique. Elle s'exprime sur la toile de façon ludique, entêtée, parfois curieuse mais aussi visionnaire
En 1969, elle peint Letzte Bild (Dernière image - 1969/1989), une plaque métallique perforée peinte sur laquelle les impulsions émotionnelles se déroulent comme si elles étaient entraînées par une force électronique. Dans le coin droit, on peut repérer un bouchon de vidange avec une chaîne simplement fixée sur une toile, un morceau de ferraille qui profane ironiquement le portrait.
Après Letzte Bild, elle arrête la peinture de façon inattendue et ne laisse qu'une collection assez réduite de tableaux (Wilhelm Schäfer ne compte que 45 tableaux restés  dans le domaine de l'artiste, à l'exclusion des aquarelles et des dessins). Irma Hünerfauth veut faire d'autres expériences, tout comme d'autres artistes à cette époque.
Plus tard, elle reviendra en partie à la peinture figurative, par exemple dans des croquis de son travail en trois dimensions et aussi plus tard en peignant le tableau Mutter auf dem Weg zur Urmutter (1981).
Elle perfectionne sa technique des médias mixtes avec des collages et des applications à partir de différents matériaux, puis commence à bricoler et à construire et depuis lors, elle ne travaille plus qu'en trois dimensions. Ces objets (sculptures de ferraille, collages métalliques (assemblage), etc.) relient son travail au groupe Nouveaux Réalistes.

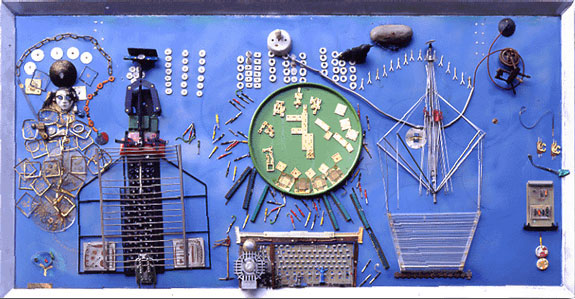
Der giftgrüne Teller auf Blau, collage de métal (Assemblage).
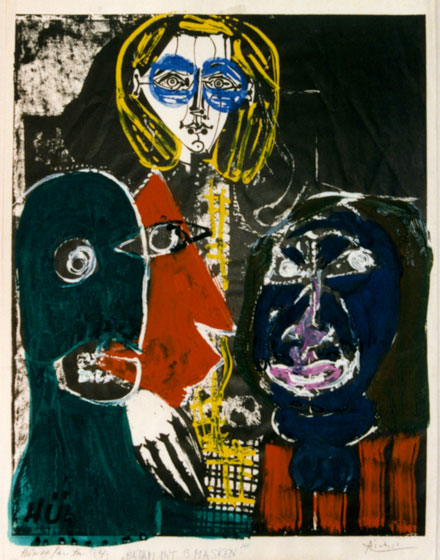
Madam mit drei Masken, 1973, média mixtes.
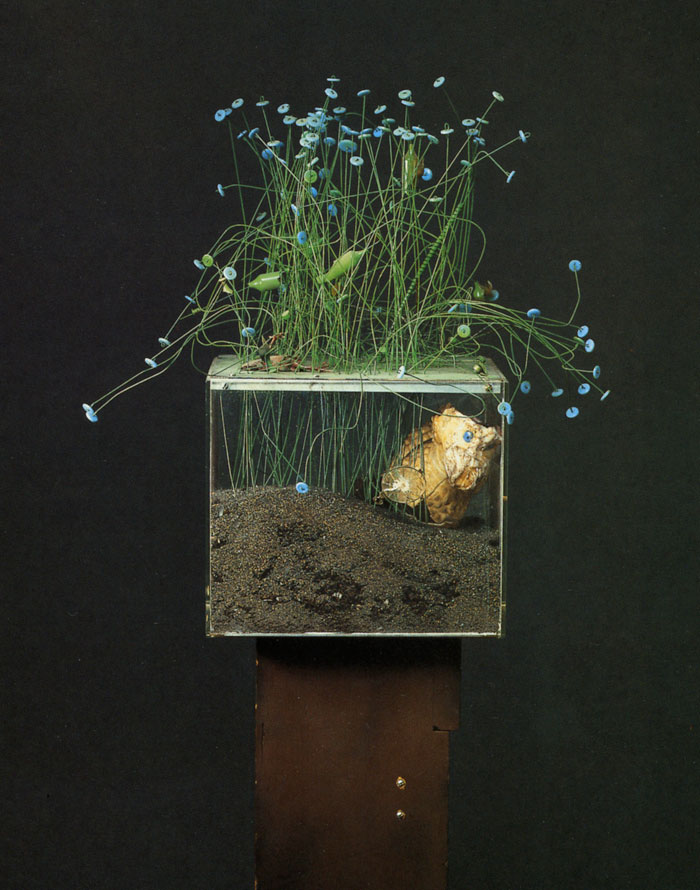
Krieg - auch Tiere leiden, boîte parlante, 1986.
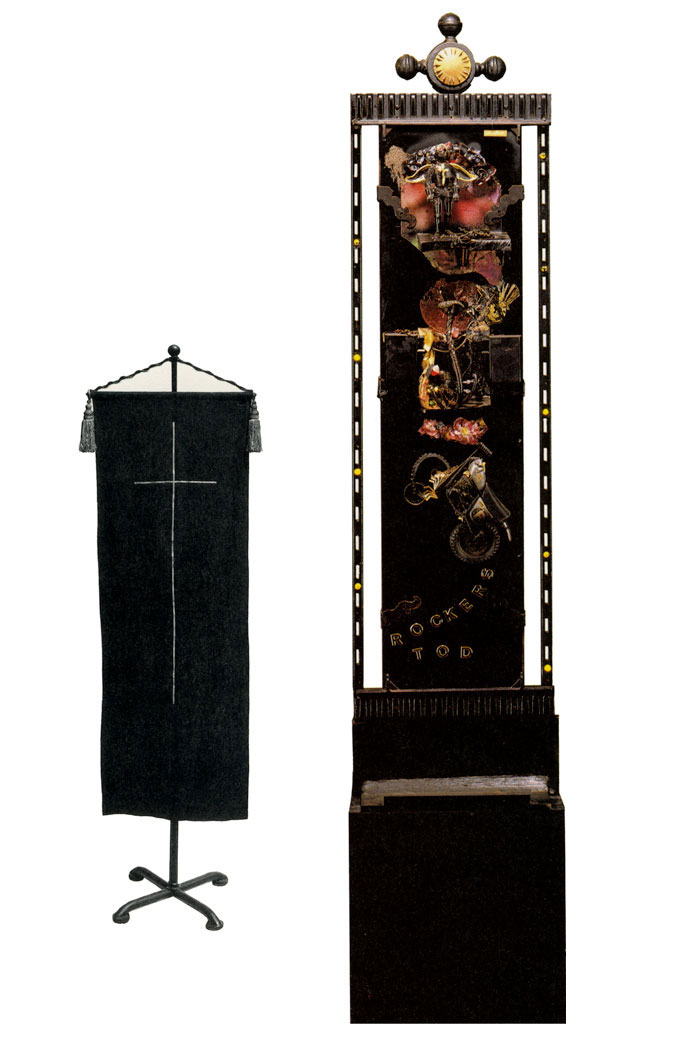
Rockers Tod, 1989. Objet parlant / Installation.
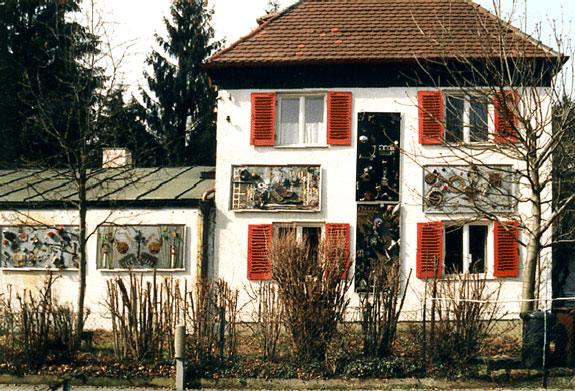
Haus der Künstlerin mit Metall-Collagen (Assemblage).

### Impressions
Le développement de son travail graphique imprimé évolue parallèlement à sa peinture et devient finalement expérimental. Elle travaille parfois avec une perceuse de dentiste sur les plaques pour une série de pointes sèches. Elle réalise des linoléum et des lithographies. La plupart de ces gravures sont tirées en très petites éditions. Elle fait aussi des gaufrages (impressions en relief) sur lesquelles elle fixe des pièces en métal ou en tissu.
Elle repeint des reproductions de tableaux de Picasso, ironiquement en réponse au galeriste Peter Lufft qui a souvent assimilé ses intentions à celles de Picasso.
L'ensemble de gravures à la mémoire de Franz Roh est également remarquable, un hommage qui met l'accent sur l'amitié, la proximité et la mort.

### Catalogues d'exposition / journaux d'artistes
L'artiste commence à concevoir ses premiers catalogues d'exposition uniques en 1978. Il s'agit d'une sorte de rétrospective, façonnée d'après un journal d'artiste, faite de collages de découpes de brochures d'exposition et de rapports de presse précédents. Ces catalogues ont environ 50 feuilles chacun (20 × 23 cm), assemblées par deux vis en laiton. L'édition exacte est inconnue.

### Boîtes vocales et objets
Elle crée les premiers Sprechende Kästen (boîtes parlantes) en 1972. Les boîtes, uniques en leur genre, contiennent différents objets, débris techniques, qui sont mis en mouvement à l'aide d'un moteur ou commentés acoustiquement à l'aide d'une bande audio enclenchée par pression sur un bouton. L'artiste a développé ses propres manuels pour ces objets.
Un exemple de ces boîtes parlantes est la boîte Blaue Pistole en 1973. Elle est remplie de déchets industriels. Sa bande audio sans fin joue la voix de l'artiste récitant un texte de Meta Kristall : « Pistolet bleu utilisé avec plaisir par la main d' un garçon, maintenant pourri comme ferraille dans le paysage, un papillon se balançant dessus. Des coups de feu aigus envahissent la paix de dimanche, comme des chocolats envahissent le chat des sociétés riches, un exercice de manœuvre promet un homme prometteur. »
Une autre boîte, fabriquée en 1983, est en plexiglas avec une couverture arrière collée, une bande audio avec la voix d'Irma Hünerfauth, de la musique et un texte de Meta Kristall.
On notera aussi dans cette section les objets parlants liés au pop art, Emanze (1990) et Krieg – auch Tiere leiden (1986) et l'installation spatiale Rockers To (1989).

### Objets vibrants cinétiques
À partir des années 1970, elle crée des objets dits vibrants. Ce sont des fils, des boutons, des cartouches, panneaux électriques, pièces de commutateurs électriques et autres trouvailles, qui émettent de la musique au simple toucher d'un bouton. Cette dynamique interactive permettra aux amateurs d'art d'accéder plus facilement à leur concept poétique. Néanmoins, il est clair pour elle que : « mon travail sera difficile d'accès à une société de masse ».

### Ferro-montages, Collages métalliques (Assemblage)
Les ferro-montages d'Irma Hünerfauth (un mot inventé par l'artiste) investissent un domaine traditionnellement réservé aux artistes masculins. Ce sont des sculptures assemblées à partir de déchets et de débris de prospérité, comme des pièces automobiles chromées, des pare-chocs, des capots de radiateur, d'ailettes en acier, de gros filetages, de tuyaux, de roulements d'essieu et plus encore. Ce sont des structures brillantes, des figures et des créations éblouissantes, qu'elle assemble et soude avec l'aide de son mari.
Ces œuvres font penser à des objets culturels religieux. Les premières - réalisées à la fin des années 1960 - sont des sculptures en bronze de plus petite taille sur une base ou une petite table, et comprennent des ready-made. Ensuite, les œuvres deviennent plus grandes, par exemple le Eisen- bzw. Sonnenblume, fabriqué à partir de pièces de machines agricoles, Porträt J.W. K. sur une colonne haute rainurée, Serpentina, Porträt Frau Heller et les particulièrement impressionnants Instanz (1977), Schwarzer Falter et Ma(h)nuel.

#### Occam Mensch
Le plus important de ces ferro-montages porte le titre de presse Occam-Mensch et peut être considéré comme son œuvre principale. La sculpture de deux mètres de haut avec masque à gaz, poumons ouverts et de nombreux tuyaux d'échappement symboliques a été créée à partir de pièces de machines originales en 1971. Il a été exposé publiquement cette année-là au coin de la rue Occam à Schwabing, un quartier du nord de Munich. À cette époque, un journal l'appelle Occammensch pour ridiculiser son message. En 1990, une vingtaine d'années plus tard, il est de nouveau exposé publiquement au Gasteig de Munich. Il est accueilli favorablement et été reproduit sur des affiches. Cet objet appelle à la protection du climat et attire l'attention sur la pollution de l'environnement et la pollution par le dioxyde de carbone dans les grandes villes avec le jeu de mots Statt Luft - Stadluft. L'œuvre, déclarée invendable, a accompagné l'artiste pendant des décennies et a été révisée plusieurs fois.
Irma Hünerfauth crée ensuite des compositions en relief, plus bidimensionnelles, nommées collages métalliques (Assemblage). Ce sont des plaques de métal d'un mètre sur deux qu'elle décore de ferraille et de trouvailles. Elle en a installé certains temporairement sur la façade de sa propre maison afin de les exposer à la corrosion par les intempéries.
Dans cette catégorie, ses idoles sont également remarquables, en particulier Götzin mit Klingelbusen, une image de poitrine féminine fixée métalliquement dont les mamelons sont fabriqués à partir de boutons de cloche en métal. Un vers de Johann Wolfgang von Goethe : « Le sein de la jeune fille à la main, la sonnette sur le mur, sont liés. Les deux révèlent qu'en bas, à l'extérieur, il y a quelqu'un qui demande instamment son admission » est apposé sur le socle.

### Livres de prières d'artistes en micro débris électroniques
Après la mort de son mari, Irma Hünerfauth se concentre sur des objets plus petits, plus faciles à manipuler. Elle crée des livres de prières d'artiste avec des micro-déchets électroniques, des déchets de matériel informatique, des conducteurs électroniques et des panneaux de contrôle de petite taille en collages métalliques (Assemblage). Leurs petits formats obligent à observer et à affronter les moyens et possibilités formels, graphiques et physiques d'Irma Hünerfauth.
Le terme livres de prière de l'artiste indique que ces miniatures artistiques sont censées être ambiguës et provocantes. Le terme vise un type de texte spécialement conçu pour les femmes et leur orientation intime vers Dieu au XIXe siècle. Ces livres avaient un beau design et étaient censés représenter la piété en public. Irma Hünerfauth mène un dialogue avec elle-même et les attentes du public.
Irma Hünerfauth est une artiste d'après-guerre de la génération perdue, dont les œuvres d'art se sont vendues, pour la plupart, directement à des collections privées et publiques et sont donc rarement apparues lors d'événements artistiques internationaux ou sur le marché des enchères de son vivant. La redécouverte de son travail permet désormais une nouvelle perspective globale de son œuvre artistique.

## Expositions
Une liste détaillée est disponible sur le site de Irma Hünerfauth
- 1946 : Kammerspiele, Munich.
- 1947 : 
  - BBK, Munich.
  - Gedok, bâtiment de l'UNESCO, Beyrouth.
- 1959 : 
  - « Freude junger Kunst », Kunstverein, Munich.
  - Palais des Beaux-Arts, Paris.
  - « Exposition itinérante d'estampes modernes », Frankenthal.
- 1959-61 : « Große Kunstausstellung, Neue Gruppe », Haus der Kunst, Munich.
- 1961 : 
  - Exposition personnelle, Städtische Galerie im Lenbachhaus, Munich.
  - « Neue Darmstädter Sezession », Darmstadt.
  - « Nouvelle école européenne », Hessenhuis, Anvers.
  - « Vier deutsche Künstlerinnen », Royal Scottish Academy, Édimbourg.
  - Gedok, Rome.
  - Fachoberschule, Munich.
- 1962 :
  - Staatliche Graphische Sammlung, Munich;
  - Gedok, Kunst am Bau, Stadtmuseum, Munich;
  - Exposition individuelle, Galerie Kasper, Lausanne.
- 1962/63 : Exposition itinérante d'estampes modernes, Frankenthal.
- 1962-65 : « Freunde junger Kunst », Kunstverein, Munich.
- 1963 : 
  - « Frauen-Biennale », Paris.
  - « Aquarellausstellung », Friedrichshafen.
- 1963-69 : « Herbstsalon », Haus der Kunst, Munich[20].
- 1964 : Musée d'Art Moderne, Paris.
- 1965 : 
  - « Gruppe 7 » et « Gruppe Spur », Akademie der Bildenden Künste, Munich.
  - Exposition itinérante États-Unis, Karl-Schurz-Gesellschaft 'Gruppe K', Casa, Munich.
- 1966 : 
  - « Querschnitt », Staatliche Graphische Sammlung, Munich;
  - « Hommage à Franz Roh », Kunstverein, Munich.
  - Musée d'Art Moderne, Paris.
- 1967 : 
  - « Querschnitt 67 », Staatliche Graphische Sammlung, Munich.
  - Exposition individuelle, Galerie Christa Moering, Wiesbaden.
  - « Fleckenburger Gespräche, internationale Aspekte der Gegenwartskunst », Hochsauerland.
- 1968 : « Materialobjekte », Kurfürstliches Gärtnerhaus , Bonn.
- 1971 : 
  - « Zeitgenössische französische und deutsche Graphik », Exposition itinérante Amérique du Sud, Goethe-Institut, São Paulo.
  - « Europa 2000 », BH Corner Gallery, Londres.
  - « Herbstsalon 71 », Haus der Kunst, Munich.
- 1971/72 : « Kinetische Kunstobjekte », Exposition itinérante, Musée Römer Pelizaeus, Hildesheim, puis 1972 Detmold et Hanovre.
- 1972 : 
  - « Zeichnung und Graphik aus 7 Jahrhunderten », Staatliche Graphische Sammlung, Munich.
  - « Prisma 72 », Rheinisches Landesmuseum, Bonn.
- 1974 : 
  - « Apportin - Hilmar - Hünerfauth », Kunstverein, Munich.
  - Exposition solo, Kurfürstliches Gärtnerhaus, Bonn.
- 1975 : Exposition solo, Goethe-Institut (avec Führer-Wolkenstein), Bruxelles.
- 1977 : 
  - Exposition solo, Galerie Walter Koch (avec Führer-Wolkenstein), Munich.
  - Exposition individuelle, Galerie Querschnitt (avec Führer-Wolkenstein), Braunschweig.
  - Exposition individuelle, Goethe-Institut (avec Führer-Wolkenstein), Bruxelles.
  - « Picasso Anmalen », Engelhorn Stiftung, Grünwald Munich, Exposition itinérante Munich, Paris, Nancy, Toulouse, Lyon, Lille, Bordeaux.
- 1979 : « Objekt-Kästen », Galerie im Ganserhaus, Wasserburg am Inn.
- 1981 : Musée Léopold-Hoesch, Düren.
- 1983 : 
  - «Ökoräume», Forum des Europa-Parlements, Strasbourg.
  - Exposition de fin d'année, Wasserburg am Inn.
  - «IRMAnipulations», Goethe-Institut, Londres.
- 1984 : 
  - Exposition individuelle, Kulturzentrum am Gasteig, Künstlergebetbücher, Munich.
  - Kulturzentrum Gasteig, Munich.
  - « Bayerische Kunst unserer Tage », Künstlerhaus, Vienne.
  - « Klangobjekte », Sofia.
  - « Kunst und Technik III », BMW-Galerie, Munich.
- 1985 : 
  - « Kunst und Technik III », BMW-Galerie, Berlin.
  - « Tage der neuen Musik, Klangskulpturen », Städtische Galerie, Würzburg.
  - Kulturforum, Bonn.
  - Kunstverein, Heidelberg.
  - Spielboden, Dornbirn.
  - Musée Léopold-Hoesch, Düren.
  - Karmeliter Kloster, Francfort sur le Main.
  - « Musik optisch », Spitäle, Würzburg.
  - « Kunstforum », Olympiadorf, Munich.
  - « Technik und Menschsein », St. Virgil, Salzbourg.
  - «Bild räume », Arbeitskreis 68, Rathaus, Wasserburg am Inn.
  - «Kunstsalon 85 », Haus der Kunst, Munich et Berlin.
- 1986 : 
  - « Bayerische Kunst Unserer Tage », Musée Ernst, Budapest.
  - « Kunst und Technik », BMW-Galerie, Munich et Berlin.
  - « Große Kunstausstellung », Rathaus, Wasserburg am Inn.
- 1989 : « Umwelt-Mitwelt-Lebenswelt », Kulturzentrum am Gasteig, Munich.
- 1994 : Exposition individuelle: Ignaz-Günther-Haus, Stadtmuseum, Munich.
- 1995 : Kunstverein Schloss Röderhof, Sachsen-Anhalt.
- 1996 :
  - Exposition individuelle: Bürgerhaus, Pullach.
  - Exposition individuelle: Museum Kloster 'Unser Lieben Frauen', Magdeburg[21].
  - Große Kunstausstellung, Wasserburg am Inn.
- 1998 : Hünerfauth en tant qu'invité d'honneur au Großen Kunstausstellung, Wasserburg am Inn.
- 2018 :  « I am a believer, Pop Art und Gegenwartskunst aus dem Lenbachhaus und der KiCo Stiftung », Städtische Galerie im Lenbachhaus, Munich[22].
- 2019 :  « Straying from the Line », avec d'autres femmes artistes Lee Lozano et Betye Saar, Schinkel Pavillon, Berlin[23].
- 2020 :  « I am a believer, Pop Art und Gegenwartskunst aus dem Lenbachhaus und der KiCo Stiftung », Lehnbachhaus, Munich[24].
- 2021 : « 'Fire demands its Fuel' curated by Elisa R. Linn & Lennart Wolff (KM Temporaer) at the invitation of Markus Lüttgen & Drei,  Mönchengladbach.
- 2022 Group exhibition: 15th edition of the Triennial of Small Sculpture Fellbach 'The Vibration of Things' curated by Elke aus dem Moore.